# Бела Црква (Украјина)
Бела Црква (укр. Біла Церква; рус. Белая Церковь) град је у Украјини, у Кијевској области. То је највећи град у Кијевској области , али није и њен административни центар (Кијев је административни центар, али није део области) .Према процени из 2012. у граду је живело 210.551 становника.

## Име града
Има неколико верзија како је град добио име.
- након напада Татара у 13. веку од запаљеног Јурјева[а] остала је само црква од белог камена, по коме је град касније добио име
- 1032. основана је тврђава Јурјев. 1050. дограде епископску цркву, која је била беле боје, или је била направљена од бреза (које су беле боје). Црква је због места на гори била добро видљива и постала симбол града
- у граду Јурјев је била бела црква, након рушења од Татара (па и цркве), град је добио име по белој цркви. Име Бела Црква данас постоји још у Молдавији, Бугарској...

## Историја
Град је основан 1032. Јарослав Мудри, тада је град био именован Јурјев, по његовом младачком имену. По народном предању, на месту разрушеног Јурјева, који су срушили Татари у 13. веку, су на том месту поставили мању цркву, коју су звали Бела Црква.

### Стари век
Археолошка налазишта су показала да је ту насеље било и прије. У граду се налази зид прављен од земље, којег у граду зову Трајанов зид, јер су тамо нађени и новчанице из времена римског цара Трајана. Данас се то налази код улица Јарослава Мудрога и Лесије Курбаса.

### XI-XVI век
Нови град је основан 1032. године кнезом Јарославом Мудрим као Јурјев. Почетком 11. века почињу непрекидне рације Печенега на јужној периферији Кијевске Русије. Као резултат тога, границе Кијевске Русије су се помакле на север - до обале реке Стугне. 1017. кијевски кнез Јарослав Мудри победи Печенеге и помери их на југ. За одбрану јужних граница 1032. почиње изградња обрамбене линије, сет тврђава које су биле повезане са насипима.
По летопису Володјарова:
Тачно 1032. године изграде се Корсун, Стеблев, Володарка и други насељени пункти Поросја. У тој години на скалнатом левом брежуљку Росе појавио се војно-феудална тврђава замак, која је добила звање Јурјев. Замак је касније прерасао у мањи град, који је крајем 11. века постао катедрални сабор епархије Порос. Центар града је била гора са замком, где је стао и белокамени сабор - епархијски центар.
Напади страних племена је био редован, када су уклонили Печенеге дошли су Половци, после Половца стигли си Монголи (Татари). Град је био номадина као кост у грлу, јер је стално ометао напредовање према северу, престолници Кијевске Русије-Кијеву, док га нису срушили Монголи, последњи пут Јурјев је рушен у 13. веку. После тога Јурјев је преименовано у Белу Цркву. После спаљења Јурјева, у граду је остала само полусрушена црква (епископални сабор). Црква на каменитом брегу, која је била саграђена из белог камна, дуго је локалним сељанима служила као оријентација. Оригинални сабор је ипак постао само део историје, када тачно је нестао (срушен) података нема. У 20. веку за време археолошких ископавања на Замковој гори нашли су остатке првог сабора.
1362. године Бела Црква је заједно са Кијевском кнежевином присојединена Велики кнежевини Литванији, и после Лублинске уније (1569) ушла је у Државну заједницу Пољске и Литваније. Град је тада стао административним центром и добио важнију стратешку улогу на југу државе. 1589. године пољски краљ Сигисмунд III Васа одобрио је градске привилегије, дајући Бели Цркви Магдебуршко право.
Због честих татарских упада (Кримски Татари) средином 16. века у граду је сазидан замак, у којој је био настањен пољски гарнизон. Гарнизон је бројао до 2000 војника и официра. Гора где се замак налазио се и данас зове по њему, Замкова гора. Први замак је био постављен 1550. године од пољског кнеза (рода Рјуриковичи) Семјона (Фридриха) Глебовича Пронског. Град се тада налазио на Црном путу, којег су редовно за упаде користили Татари. Поред замка град је био заштићен и палисадом. 1570. замак ојача и обнови кнез Василиј Острошки.
Крајем 16. века кнез Острошки укине Магдебуршка права, након чега дође до побуне становништва који захвате замак. Да помири грађане Бела Црква и званично постане град у Државној заједници Пољске и Литваније 1589. године.
1591. почео је православни Козачки устанак против Пољске (католичке) владавине (устанак Косинскога). Устанак је почео самим захватом замка у Белој Цркви, и трајао је од 1591. до пораза 1593, када је Криштоф Косински убијен.

### XVII—XVIII век
1616. у граду је било 300 мештанских кућа и 300 кућа Козака. За време украјинског освободилачког рата 1648-1657 (устанак Богдана Хмељницког) Бела Црква је лежала на значајном трговачком путу (Белоцрквени пут), где су старосте (племство) имали више од 1000 двораца. За време устанка град је био под управом Козака, а замак је био и резиденција Богдана Хмељницког, који је из тог замка звао православни народ на устанак против Пољака. У истом замку је 18. септембра 1651. потписано примирје између украјинских Козака и Пољака - Белоцерковски мир.
1663. деси се устанак украјинског хетмана Ивана Сирка против Пољака. Замак је скоро разрушен, али га обнове следече године, овај пут користили су најновију технику формирања тврђаве, и замак је био јака фортификација у рукама Пољака. Тако га је неуспешно опсадао 1665. украјински кошеви атаман Иван Брјуховецки. Више срече није имао ни хетман Петро Дорошенко 1667, 1669, и 1672.
После 1660—их година град је био на граници царевина. Тако је измењавао царство коме је припадало, једном Руско царство, други пут Пољско царство. 1665. године дошло је до битке код Беле Цркве, где је одред руских Калмика разбио пољске хусаре и витезе. 1667. командант гарнизона Јан Стахурски постави дворац и манастир Светог Ђурђа.
Почетком 18. века велик устанак против Пољака је запоћео пуковник Семјон Палија, родом из Беле Цркве, коју је 1702. почео и опсадати. После неколико неуспешних напада, искористио је превару, хапсио пољског команданта Беле Цркве, након чега се замак предао Козацима. Град је тада био центар устанка, па је пуно народа кренуло према Белој Цркви, популација је била око 70 тисућа људи. Порушени замак су поновно обновили, тек 1703. Пољаци су успели да савладају устанак, али десни брег Беле Цркве је већ постао део Руског царства. Семјон Палија је био ухапшен и слан у далеки Сибир, улогу у томе је имао и хетман Иван Мазепа.
Иван Мазепа се родио у селу Мазепинци, поред Беле Цркве. 1703. населио се у белоцрквенски замак са планом да постане поседник Беле Цркве, коју је имао за свој дом. Мезепа је постао богат феудалац и у замку је имао и свој трезор. Значајан део прихода је дао градњи цркава у стилу барока. 1706. поћела је изградња велике сркве али је остала недорађена због немира 1708. године, када град по посљедњи пут окупирају Пољаци. До данас црква још стоји - Николајевска црква. 1743. староста Станислав Јаблоновски изгради католичку цркву и манастир за ред Језуита. Крајем 18. века (1768) дигне се нови устанак против Пољака, који су подигли припадници православне Колившчине. За гушење устанка Велики Пољски хетман (главни хетман Државне заједнице Пољске и Литваније) Ксавериј Браницки 1774. добио је град у задужбину (Белоцрквенско старовство), и тако стао једним од богатијих у Државној заједници Пољске и Литваније. За време Ксаверија Браницкија изграђен је последни дворац.
1793. град постаје део Руског царства. До 20. века главни феудалац је била породица Браницких. У књизи Санипазники, писац Николај Бердјајев навео је:
Бела Црква и Александрија били су правим херцогством са двором, пуно људима који су се дружили око двора, са великим шталама расних коња, где је ишла на лов сва аристократија Југо-западног краја.
Породица Браницки је имала велик утјецај на Белу Цркву, који је стао великим градом, али је указом руске царице Катарине Велике граду одузето административно значење и замак срушен. Тада престане да постији белоцрквенско старовство. Административни центар се преселио у град Васиљков.

### XIX — почетак XX века
У 19. веку град је био парохијски центар, васиљевске општине, кијевске губерније. 1806. породица Браницки закљући договор са Јеврејима, коју у Белу Цркву донесу већи обим трговине и отворе своје занате. У годинама 1809-1814. породица Браницки је отворила дућане по граду, и тако стимулирала даљни долазак Јевреја у град, који је брзо мењао етнички састав популације.

### Руска револуција, хетманат, самосталност и улазак у Совјетски Савез
У Први светски рат град уђе као део Руске Империје. Након октобарске револуције постане део државе Украјинска Народна Република, која је престала да постоји када је генерал Павел Скоропадски постао хетман Украјине 29. априла 1918. и разгласио Украјинску државу, познату и као Други хетманат. Други хетманат је био неке врсте антибољшевички, немачки протекторат.
Тада постане Бела Црква центар пажње, у 1918. години, када је постала друга престолница Укарјине за време државног удара. У Белој Цркви су Владимир Виниченско, Симон Петљура и Афанасиј Андријевски разгласили Директорат Украјинске Народне Републике, који је разгласиио самосталну Украјину (постојала од 14. децембра 1918. до 10. новембра 1920). Војска Директората заузме Кијев, а хетман Скороводски иде у немачки азил.
1922. град, након неколико променутих држава у року од пар година, постане део Совјетског Савеза.

### Други светски рат
16. јула 1941. град окупирају нацисти, за време од 902 дана. За то време у граду су биле партизанске јединице (10 диверзијских група). Партизанске јединице су чинили војници Црвене армије. Град су 4. јануара 1944. ослободиле чете 1. украјинског фронта, у житомирско-бердичевској офанзиви Црвене армије, под командом Николаја Ватутина. Град је дочекао слободу потпуно разрушен. У Москви су за ослобођење Беле цркве имали почасну паљбу - 12 салви из 124 оруђа артиљерије.

## Географија
Бела Црква се налази на надморској висини од 158 м. Град се налази на југозападу кијевске области. Добро је прометно повезан, лежи уз магистралу Е95 (пут Санкт Петербург - Кијев - Одеса).
До престолнице Кијева је 84 км према северу, до Москве је 950 км, пољске престолнице Варшаве 800 км. До међународног аеродрома Борисопољ код Кијева има 120 км. Због близине главног града Кијева, добре повезаности, град је један од боље развијених у држави.
Кроз град тече река Рос, која се у дужини 16 км налази у центру и јужном делу града, преко реке иду 4 моста. У реку Рос се слива река Проток, кроз коју иде више мањих мостова.

## Становништво
Према процени, у граду је 2012. живело 210.551 становника.
| 1979.   | 1989.   | 2001.   | 2012.   |
| ------- | ------- | ------- | ------- |
| 151.318 | 196.878 | 200.131 | 210.551 |

## Партнерски градови
- Каунас
- Кременчуг